# Karl Birger Lundström

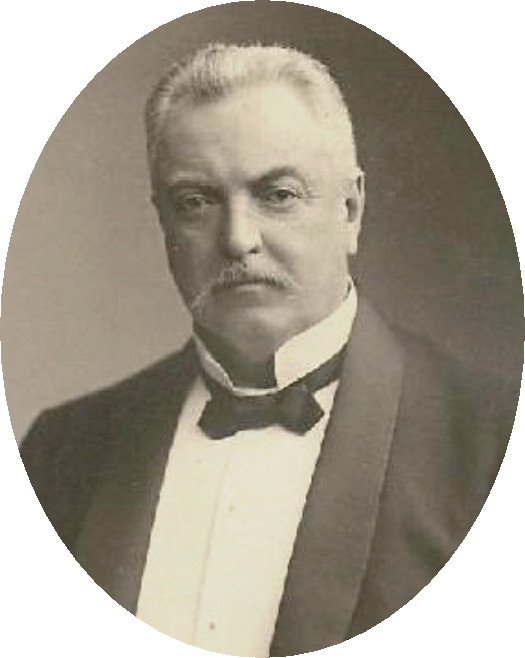
Karl Birger Lundström.

Karl Birger Lundström, född 13 januari 1849 i Halmstad, död 1 maj 1923 i Stockholm, var en svensk grosshandlare och företagare.

## Biografi
Lundström var utomäktenskapligt barn till  Anna Brita Petersson född 1821 i Halmstad. Han döptes till Carl Birger men kom att kalla sig Karl. Han genomgick Tekniska elementarskolan i Borås 1865–1868. Enligt Sveriges folkräkning från 1880 titulerades han då "handlare" och var tillsammans med sin mor Anna Brita bosatt i Stockholm i samma hushåll som grosshandlaren Johan (John) Ludvig Lundström född 1844 i Halmstad. Den senare etablerade 1867 tillsammans med sin bror stenkolsimportfirma Joh. Lundström & C:o som räknades till en av Sveriges främsta i sitt slag. Efter 1870 arbetade Lundström som kontorist i firman Joh. Lundström & C:o. Där blev han delägare 1883 och efter John Lundströms död 1904 ensam innehavare. Efter firmans ombildning till aktiebolag 1905 blev han styrelseledamot i bolaget.

### Förtroendeuppdrag
Lundström var ledamot i direktionen för Stockholms stads brandförsäkringskontor, borgare i Stockholm 1893 och en av borgerskapets 50 äldste. Efter 1906 var han handelskunnig ledamot i Stockholms rådhusrätt. Sedan 1905 var han medlem av direktionen över Frimurarebarnhuset. Mellan 1908 och 1911 satt han i Stockholms stads stadsfullmäktige och 1910 var han ledamot av Stockholms hamnstyrelse.

### Privatliv
Lundström var gift med Helga Katarina Redtz (1862–1934). Paret hade fem barn; Märta (född 1884), Greta (född 1885), Helge (1887), Anna (född 1889) och Frida (född 1891). Tre av barnen avled redan före sekelskiftet 1900. Familjen flyttade 1910 till sin nybyggda stadsvilla Trädlärkan 2 i Lärkstaden. Karl Lundström fann sin sista vila på Norra begravningsplatsen där kan gravsattes den 8 maj 1923 i familjegraven.

## Referenser

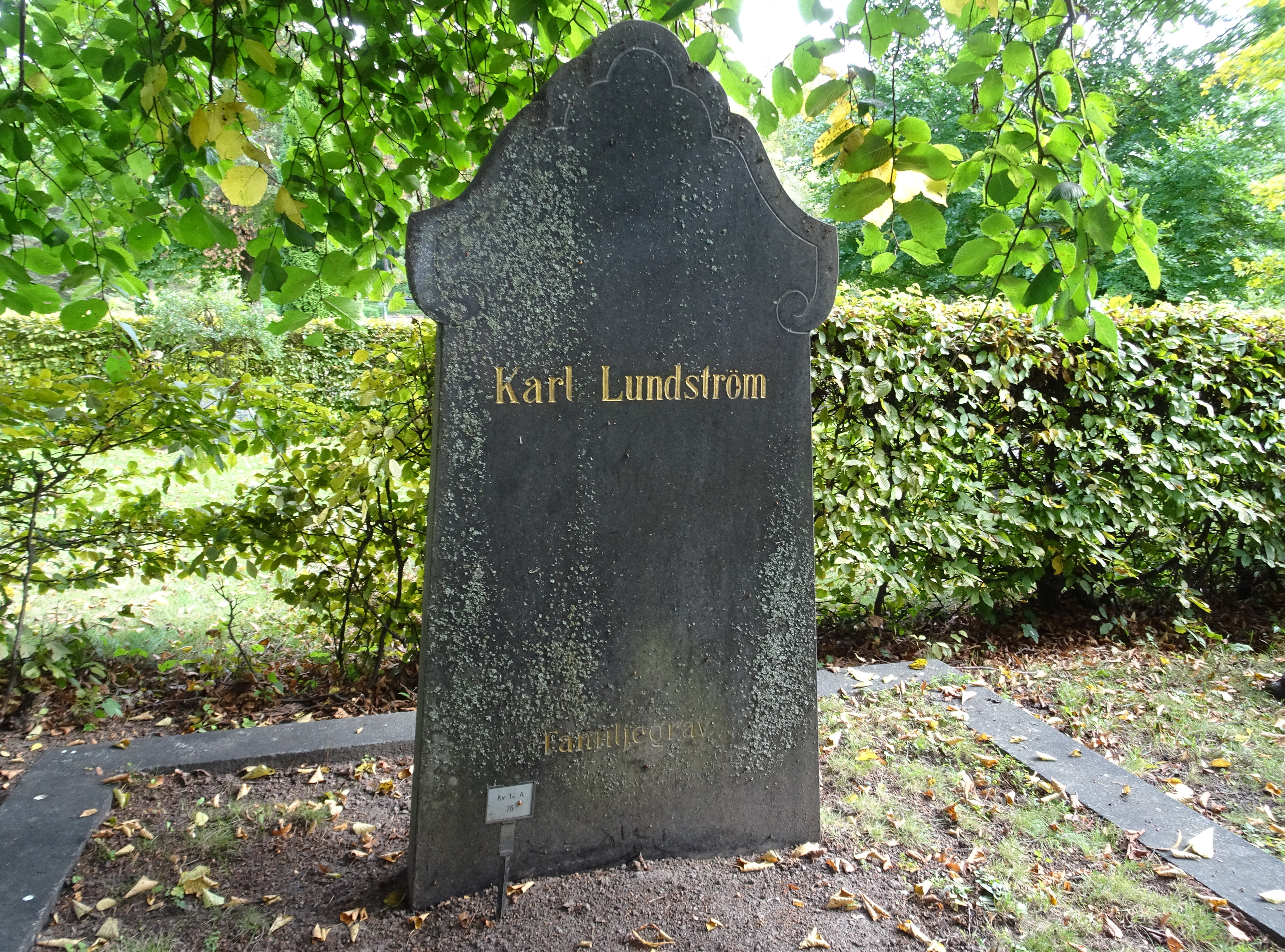
Karl Lundströms familjegrav på Norra begravningsplatsen, september 2022.